# Caroline Kaplan (Filmproduzentin)
Caroline Kaplan ist eine US-amerikanische Film- und Fernsehproduzentin.

## Leben
Die in New York lebende Kaplan war lange Jahre für die Produktionsfirma IFC Productions tätig. Außerdem war sie als Mitbegründerin an der Firma Indigen beteiligt, die sich auf digitale Filmproduktion spezialisiert hat. Im Januar 2015 wurde bekannt, dass Kaplan für die  Non-Profit-Filmproduktionsfirma Cinereach tätig wird.
Kaplans Schaffen seit Mitte der 1990er Jahre umfasst mehr als 70 Produktionen für Film und Fernsehen, die sie als Produzentin oder Ausführende Produzentin begleitete. Zu ihren Schwerpunkten zählten auch Dokumentationen. Ihre Beteiligung an Marcel the Shell with Shoes On von Regisseur Dean Fleischer Camp brachte ihr bei der Oscarverleihung 2023 gemeinsam mit ihren Kollegen Andrew Goldman, Elisabeth Holm und Paul Mezey eine Oscar-Nominierung in der Kategorie in der Kategorie Bester animierter Spielfilm ein. Hinzu kam eine Nominierung bei den British Academy Film Awards 2023.
Für En el Séptimo Día erhielt sie bei den Independent Spirit Awards 2019 den John Cassavetes Award.

## Filmografie (Auswahl)
- 1998: Divine Trash
- 2000: Girlfight – Auf eigene Faust (Girlfight)
- 2000: The American Nightmare
- 2010: Briefe an Julia (Letters to Juliet)
- 2011: Threesome – Eine Nacht in New York (Generation Um)
- 2014: Time Out of Mind
- 2017: En el Séptimo Día
- 2018: Diane
- 2021: After Yang
- 2021: Marcel the Shell with Shoes On